# 皺紋彈頭螺
皺紋彈頭螺（学名：Ancilla hinomotoensis）为榧螺科彈頭螺屬下的一个种。